# Internet via satelliet

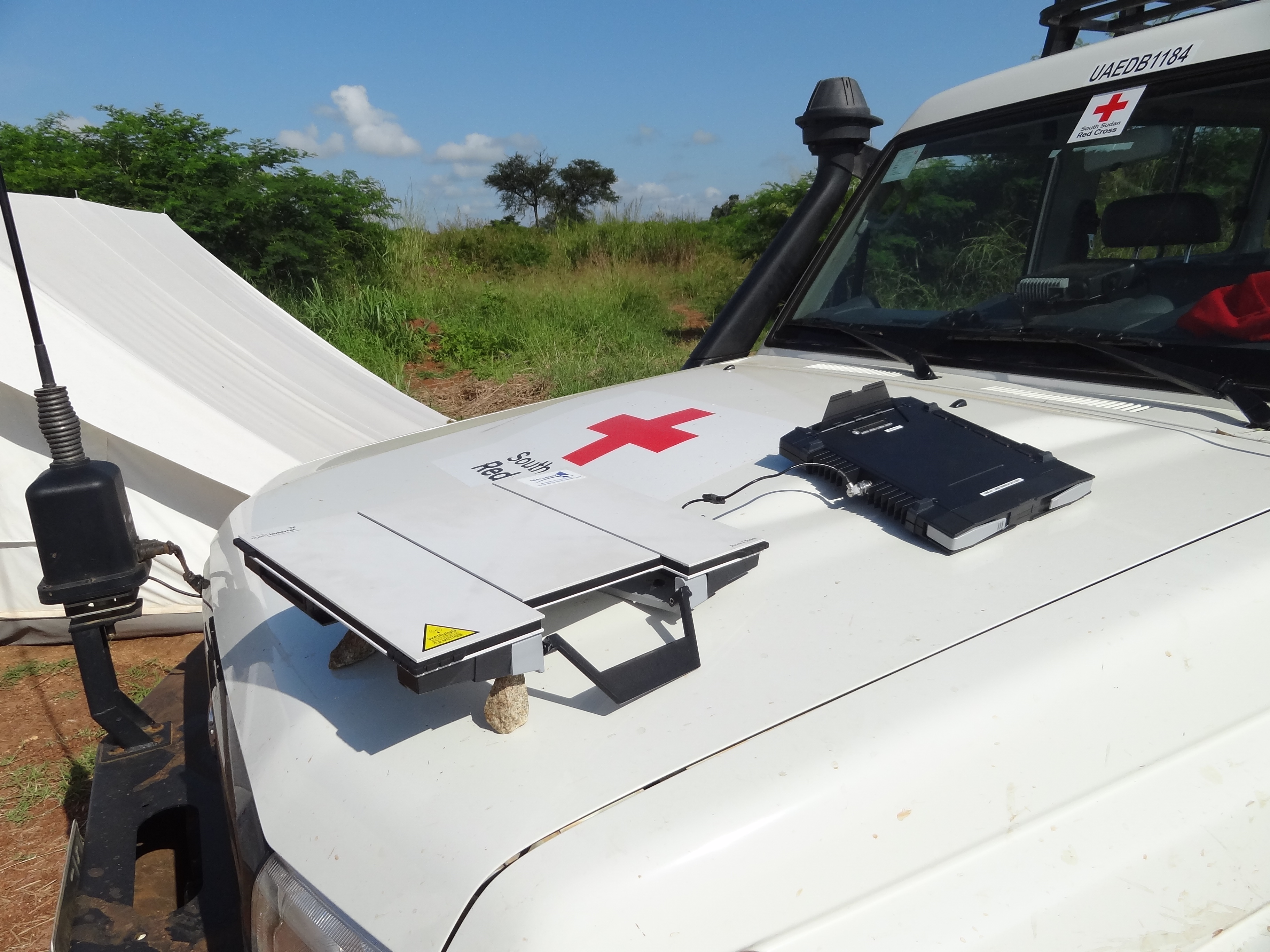
Draagbare internetverbinding met satellietmodem en antenne, in gebruik bij het Rode Kruis in Zuid-Soedan (2014).

Internet via satelliet is een breedbandverbinding met het internet via communicatie met een of meer satellieten.
Internettoegang via satelliet bestaat al sedert de jaren 1990, en verloopt traditioneel via een of meer satellieten in een geostationaire baan op circa 35 786 km boven de Aarde.
Sinds 2010 is het concept in een stroomversnelling gekomen, met hernieuwde projecten voor netwerken met honderden satellieten in een lage baan, die grote gebieden kunnen bestrijken. Dat is vooral nuttig in landen met zwakke of onbestaande internetinfrastructuur.

## Pioniers
Een van de pioniers van internet via satelliet was het in 1990 opgestartte Teledesic, een combinatie van satellieten en grondstations. Het netwerk kwam echter nooit tot stand, en het programma werd in 2003 stopgezet.

## Eenrichtingsverbinding

Eenrichtingsverkeer: downstream via satelliet, upstream via landverbinding (2005-2013).

Rond 2005 ontstond het concept van de eenrichtingsverbinding, waarbij alleen de downstream met een schotelantenne van een satelliet kwam, maar de upstream via verbindingen op land verliep. Deze technische oplossing werd tot ongeveer 2013 nog steeds door duizenden abonnees in Europa gebruikt.

## Tweewegsystemen
In een tweewegsysteem wordt een iets complexere schotelantenne gebruikt, waarmee ook gegevens naar de satelliet geüpload worden.

### Voor- en nadelen
Een eerste nadeel van satellietinternet is de meestal tragere verbinding: de round-trip time, dit is de tijd die nodig is om een signaal te verzenden plus te ontvangen, is groter dan bij kabelverbindingen over land. Dat is vooral merkbaar bij IP-telefonie, videoconferentie of videospel. Toch werden in 2020 al snelheden tot 20 en zelfs 50 Mbit/s in het vooruitzicht gesteld. Een tweede nadeel is de benodigde infrastructuur: schotelantenne met zender/ontvanger, en aangepaste modem. 
Satellietverbindingen zijn daarom vooral aangewezen voor gebruikers op afgelegen plaatsen zonder kabelverbinding, en voor mobiele gebruikers (binnenvaart, foorkramers en kampeerders), maar ook in vliegtuigen. Behalve voor deze laatste toepassing is anderzijds ook mobiel internet via 3G/4G/5G een opkomend alternatief.

### Providers
Zowel in België als in Nederland verstrekken een vijftal providers internet via satelliet.

## Satellietennetwerken
Het concept van satellietennetwerken voor internettoegang werd na 2010 opnieuw opgepikt door enkele commerciële projecten met satellieten in de lage (LEO) en middelste (MEO, ICO) baan om de Aarde. Concrete toepassingen zijn onder meer het O3b satellietennetwerk, OneWeb en Starlink.

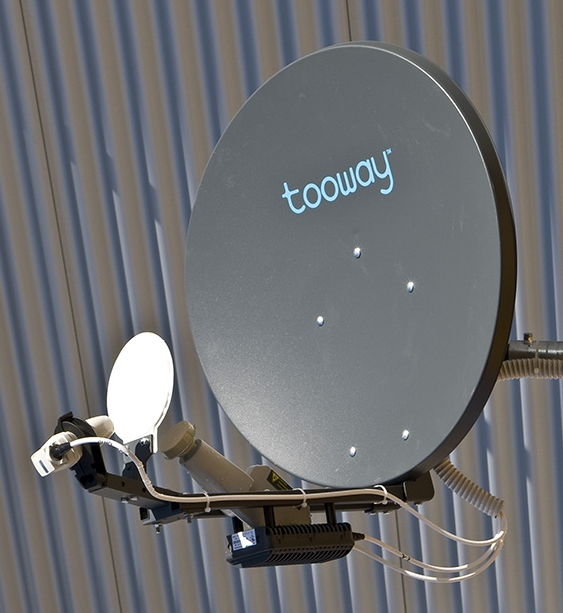
Satellietantenne voor 2-wegssysteem
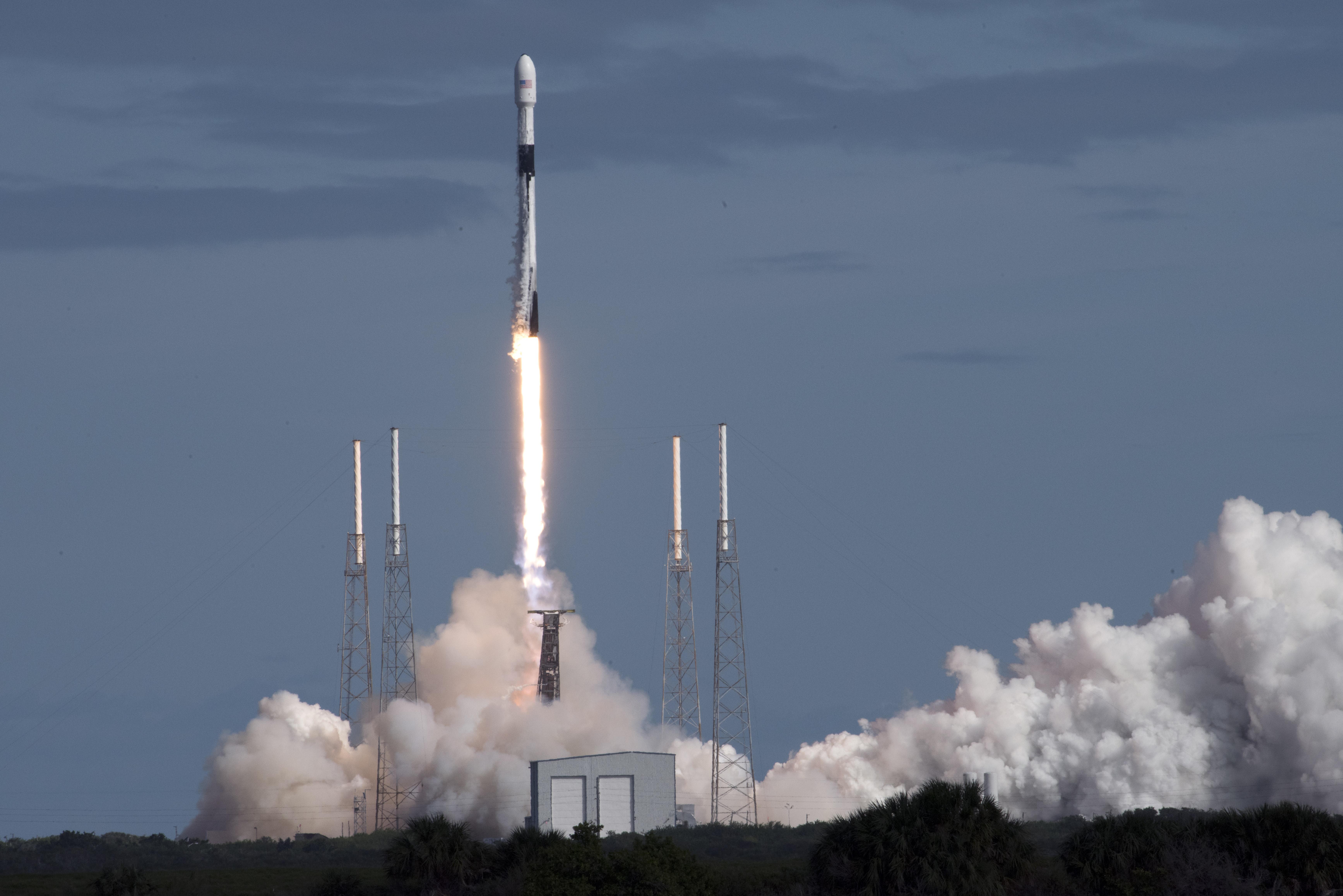
Lancering van een Falcon-9 raket in het Starlink-programma
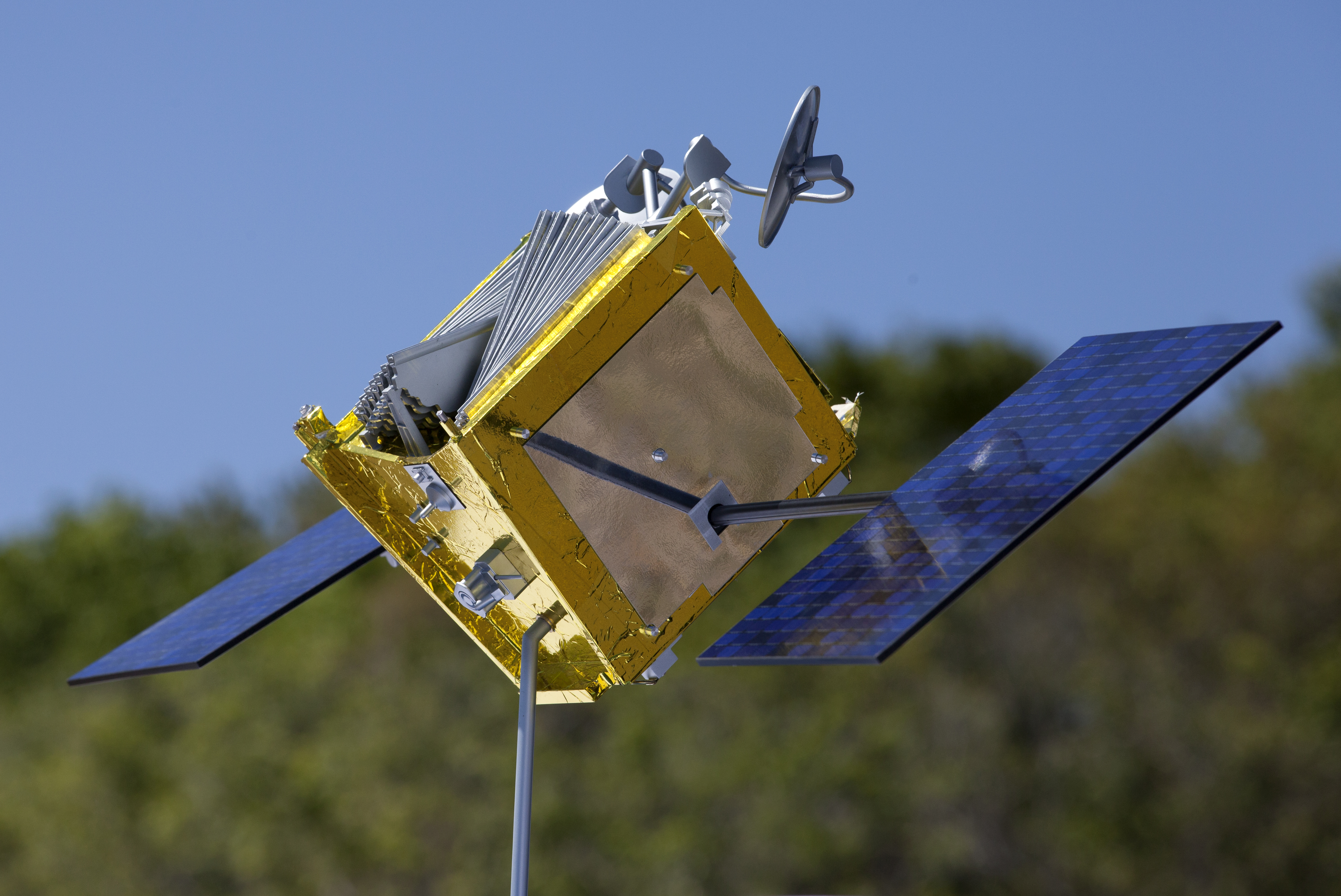
Een van de 2.000 geplande satellieten van OneWeb (2017)